# 洛迈泽
洛迈泽（法語：Lhommaizé，法語發音：[lɔmɛze]）是法国新阿基坦大区维埃纳省的一个市镇，属于蒙莫里永区。

## 地理
洛迈泽（46°26'10"N, 0°35'54"E）面积30.59 平方千米，位于法国新阿基坦大区维埃纳省，该省份为法国中西部省份，北起曼恩-卢瓦尔省和安德尔-卢瓦尔省，西接德塞夫勒省，南至夏朗德省，东南接上维埃纳省，东临安德尔省。
与洛迈泽接壤的市镇（或旧市镇、城区）包括：锡沃、迪耶内、弗勒雷、圣洛朗德茹尔德、瓦尔迪维耶讷、韦里耶尔。

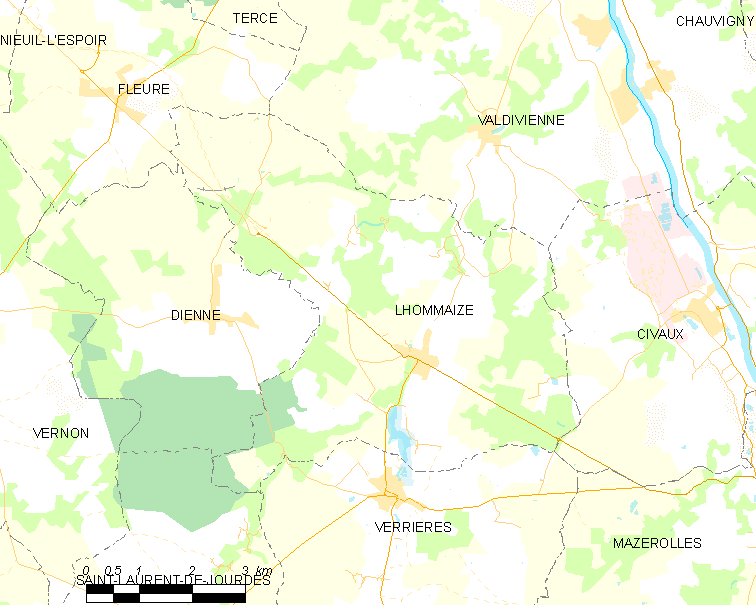
洛迈泽的OSM定位图

洛迈泽的时区为UTC+01:00、UTC+02:00（夏令时）。

## 行政
洛迈泽的邮政编码为86410，INSEE市镇编码为86131。

## 政治
洛迈泽所属的省级选区为吕萨克堡县。

## 人口

1962-2008年间洛迈泽人口变化图示

洛迈泽于2022年1月1日时的人口数量为912人。